# Авхати
Авха́ти (грец. αυχάται лат. Auchetae/ Auchetas/ Euchatae  ) — назва скіфської етногрупи, яка відома нам з двох незалежних джерел — Історії Геродота та дуже коротких повідомлень Плінія Старшого у відомій NATURALIS HISTORIA.
За Геродотом (Іст., IV, 6) авхати були нащадками легендарного старшого сина першолюдини Таргітая Ліпоксая, та були складовою етносу скіфів-сколотів.
У Плінія Ст. авхатів згадано тричі:
- одне з трьох скіфських племен («скіфи авхати, атернії, асампати»), які вдерлися до Подоння та Пн. Кавказу, де й знищили до останнього тубільних танаїтів та інапеїв;[3]
- одне з найвідоміших кочових племен тогочасної Азії (на схід від Дону-Танаїсу);[4]
- у землях авхатів бере початок Гіпаніс (у цьому випадку Південний Буг).[5]

Враховуючи наведене, можливо припустити наступне.
Авхати — одна з кочових скіфських етногруп (чи складова орди/ об'єднання), достатньо відома ще з часів перебування у Передкавказзі, що під тиском своїх східних сусідів близько 680 р. до н. е. разом з декількома іншими племенами перейшла Волгу та розселилася у волго-донському межиріччі, і, згодом, у 80-их роках VI ст. до н. е., взяла участь у формуванні етносу причорноморських скіфів-сколотів. Можливим місцем розташування зимівників (чи кочових володінь) авхатів за часів Північної Причорноморської Скіфії були території верхнього Побужжя.
Варто звернути увагу на наступне:
| "пов'язування представників будь-якого соціального прошарку до певної території проживання можлива лише в тих випадках, коли соціальний та етнічний розподіл деякою мірою збігається, тобто коли, наприклад, будь-яке підкорене плем'я отримує у структурі суспільства статус нижчої соціальної категорії; приклади такої ситуації в давнину відомі... є певні підстави припускати наявність його і у Скіфії..."[6] |
Ймовірно, що саме з часу утворення Північної Причорноморської Скіфії назва етносу авхати стала назвою соціального прошарку чи військово-політичної структури скіфського об'єднання.
Етимологія назви:

грец. αυχάται < скіф. *aṷhata- < д.ір. *aṷ(a)h-(a)ta- — укр. сяючий, світлий.